# Anneliese Küppers
Anneliese Küppers   (Duisburg, 6 d'agost de 1929 - Meerbusch, 24 de setembre de 2010), de casada Schaurte, va ser una geneta alemanya que va competir durant la dècada de 1950.
El 1956 va prendre part en els Jocs Olímpics d'Estiu d'Estocolm, on va disputar dues proves del programa d'hípica amb el cavall Afrika. Va guanyar la medalla de plata en la prova de doma per equips, mentre en la prova de doma individual fou catrozena.